# Рихард Щерба
Рихард Щерба (на немски: Richard F. Sterba) е австрийски лекар, психоаналитик и ученик на Зигмунд Фройд.

## Биография
Роден е на 6 май 1898 година във Виена, Австрия. Малко преди да завърши гимназия през 1916 г. е повикан на задължителна военна служба, където достига до чин лейтенант. Докато е в армията той се заинтересува от психоанализа и след войната започва да учи медицина във Виенския университет, който завършва през 1923. На следващата година започва обучителна анализа с Едуард Хичман. Неговият пръв аналитик супервайзер е невролога Роберт Йокл и Стерба започва да лекува пациенти след 6 месечна анализа.
През 1926 г. Стерба се оженва за Едита фон Раданович-Хартман и двойката е сред първите студенти посещавали обучителния институт на Виенското психоаналитично общество, който е открит в края на 1924 г. Стерба става асоцииран член на обществото през 1925 и редови член през 1928.
Рихард Щерба напуска Австрия поради идването на нацистите през 1938 и заминава първо за Швейцария, а след това за САЩ. Там основава Детройтското психоаналитично общество през 1940 и е негов президент от 1946 до 1952. Назначен е за професор по психиатрия в медицинския колеж на Щатския университет Уейн през 1945 г.
Умира на 24 октомври 1989 година в Грос пойнт, САЩ, на 91-годишна възраст.